# Oranje elzenvouwmot
De oranje elzenvouwmot (Phyllonorycter froelichiella) is een vlinder uit de familie mineermotten (Gracillariidae). De wetenschappelijke naam is voor het eerst geldig gepubliceerd in 1839 door Zeller.
De soort komt voor in Europa.